# 猶他州洛根聖殿
猶他洛根聖殿（Logan Utah Temple）是耶穌基督後期聖徒教會的第四座聖殿，位於洛根，也是洛磯山脈地區的第二座耶穌基督後期聖徒教會聖殿。猶他洛根聖殿在1877年宣布修建，面積9-英畝（3.6-公頃），被列入美國國家史蹟名錄。僅次於聖喬治聖殿，聖喬治聖殿是唯一運行時間比洛根聖殿更長耶穌基督後期聖徒教會聖殿。
聖殿歷史
猶他洛根聖殿於1876年10月6日宣布，其奠基儀式於1877年5月18日舉行。此奠基儀式是在1877年4月6日聖喬治聖殿奉獻禮後不久進行的。洛根聖殿建造前，該土地為已經保留了很多年。在被奉獻用作聖殿的場所之前，該土地曾被用作公園和公共場所。鹽湖城聖殿已於1847年宣布，但是建設仍在進行中，直到1893年才完成，因此建造了洛根聖殿和聖喬治聖殿以滿足教會成員對聖殿的需求。
洛根聖殿上有25,000多人工作。從洛根峽谷的聖殿岐區拖出了用於聖殿的木材。石灰和石英岩是從附近的綠峽谷中挖出的。在冬季，由於農場職責減少，而且由於雪橇運輸比馬車運輸更容易，因此大部分材料都是在洛根的冷冷冬季采取的。教會支會使用了聘用的手和志願者的組合，支會提供了志願者的配額。隨著聖殿即將竣工，該地區的婦女為聖殿製造了地毯，因為當時在猶他州無法購買商業生產的地毯。這些婦女花了兩個月的時間手工製作了2144平方英碼（1792平方公尺）的地毯。
洛根聖殿是猶他州第二座完工的聖殿，也是教會的第六大聖殿。它建於楊百翰會長（Brigham Young）選擇的佔地9英畝（3.6公頃）的土地上，擁有4個教儀室和11個印證室，總建築面積為119,619平方英尺（11，113平方公尺）。教會的總建築師杜魯門·安傑爾（Truman O. Angell）的設計有兩座塔，並以與鹽湖城聖殿相同的圖案為基礎，並設有大禮拜堂和其他類似的房間。 1884年5月17日，洛根聖殿由教會總會會長約翰·泰來（John Taylor）奉獻。 與其他聖殿相比，該設計包含了數量不尋常的哥特式細節，其他廟聖殿具有文藝復興式或拜占庭式的風格。
1917年，一場大火燒毀了洛根聖殿的東南樓梯。三個月內花了四萬美元維修它。 1949年，聖殿進行了改建，並獲得了更新的照明，供暖，空調，電梯和其他現代便利設施。 1977年，進行了更多的改建，內部被完全拆毀並重做。改建後，該教會於1979年3月13日由教會總會會長賓塞‧甘（Spencer W. Kimball）重新奉獻聖殿。
洛根聖殿於1975年11月20日被列入美國國家史蹟名錄。

## 外部連結
- 维基共享资源上的相關多媒體資源：猶他州洛根聖殿
- Official Logan Utah Temple page （页面存档备份，存于）
- Logan Utah Temple page at LDSChurchTemples.com